# Cinclodes taczanowskii
Cinclodes-costeiro-peruano ou pedreiro-marisco (Cinclodes taczanowskii) é uma espécie de ave da família Furnariidae.
É endémica do Peru.
Os seus habitats naturais são: costas rochosas.